# Primera División 2012-2013 (Argentina)
La Primera División 2012-2013 è l'83ª edizione del massimo torneo calcistico argentino e la 1ª ad essere disputata con la formula dei tornei Inicial e Final.

## Squadre partecipanti
Olimpo e Banfield, retrocesse nella stagione precedente, vengono rimpiazzate dalle neo-promosse River Plate che torna a distanza di un anno dalla prima retrocessione della sua storia e Quilmes anch'esso dopo un solo anno, rispettivamente prima e seconda classificata in Primera B Nacional 2011-2012. Gli spareggi finali non hanno determinato promozioni o retrocessioni: San Lorenzo e San Martin restano in Primera Division, Instituto e Rosario Central in Primera B Nacional.
| Squadra            | Città        |
| ------------------ | ------------ |
| All Boys           | Buenos Aires |
| Argentinos Juniors | Buenos Aires |
| Atlético Rafaela   | Rafaela      |
| Arsenal Sarandí    | Sarandí      |
| Belgrano           | Cordoba      |
| Boca Juniors       | Buenos Aires |
| Colón (SF)         | Santa Fe     |
| Estudiantes (LP)   | La Plata     |
| Godoy Cruz         | Mendoza      |
| Independiente      | Avellaneda   |
| Lanús              | Lanús        |
| Newell's Old Boys  | Rosario      |
| Quilmes            | Quilmes      |
| Racing Club        | Avellaneda   |
| River Plate        | Buenos Aires |
| San Lorenzo        | Buenos Aires |
| San Martín (SJ)    | San Juan     |
| Tigre              | Victoria     |
| Unión (SF)         | Santa Fe     |
| Vélez Sarsfield    | Buenos Aires |

## Torneo Inicial
Il torneo Inicial 2012, ufficialmente Torneo Inicial 2012 "Eva Perón" – Copa Evita Capitana è iniziato il 3 agosto 2012 e si è concluso il 9 dicembre, con la vittoria del Vélez Sarsfield.
In base alla classifica dell'anno 2012 che somma i punti ottenuti nei tornei Clausura 2012 e Inicial 2012, si qualificano per la fase a gironi della Copa Libertadores del 2013 l'Arsenal, vincitore del torneo Clausura 2012, il Vélez Sarsfield vincitore del torneo Inicial 2012, il Newell's Old Boys terzo classificato, e il Boca Juniors quarto classificato, mentre il Tigre partirà dal turno preliminare, in quanto migliore squadra argentina nella Copa Sudamericana 2012 fra quelle non ancora qualificate alla Libertadores 2013.

### Classifica finale
Aggiornata al 13 febbraio 2013
|  | Pos. | Squadra            | Pt | G  | V  | N  | P  | GF | GS | DR  |
|  | ---- | ------------------ | -- | -- | -- | -- | -- | -- | -- | --- |
|  | 1.   | Vélez Sarsfield    | 41 | 19 | 13 | 2  | 4  | 31 | 12 | +19 |
|  | 2.   | Newell's Old Boys  | 36 | 19 | 9  | 9  | 1  | 23 | 11 | +12 |
|  | 3.   | Belgrano           | 36 | 19 | 10 | 6  | 3  | 22 | 13 | +9  |
|  | 4.   | Lanús              | 34 | 19 | 10 | 4  | 5  | 23 | 10 | +13 |
|  | 5.   | Racing Club        | 33 | 19 | 9  | 6  | 4  | 26 | 12 | +14 |
|  | 6.   | Boca Juniors       | 33 | 19 | 9  | 6  | 4  | 25 | 20 | +5  |
|  | 7.   | Arsenal Sarandí    | 31 | 19 | 9  | 4  | 6  | 19 | 22 | -3  |
|  | 8.   | River Plate        | 29 | 19 | 7  | 8  | 4  | 28 | 16 | +12 |
|  | 9.   | Estudiantes (LP)   | 28 | 19 | 8  | 4  | 7  | 19 | 16 | +3  |
|  | 10.  | Colón (SF)         | 26 | 19 | 6  | 8  | 5  | 26 | 24 | +2  |
|  | 11.  | San Lorenzo        | 26 | 19 | 6  | 8  | 5  | 20 | 20 | +0  |
|  | 12.  | All Boys           | 21 | 19 | 5  | 6  | 8  | 19 | 27 | -8  |
|  | 13.  | Atlético Rafaela   | 20 | 19 | 5  | 5  | 9  | 20 | 28 | -8  |
|  | 14.  | Godoy Cruz         | 20 | 19 | 5  | 5  | 9  | 13 | 24 | -11 |
|  | 15.  | Quilmes            | 19 | 19 | 3  | 9  | 6  | 16 | 23 | -7  |
|  | 16.  | Argentinos Juniors | 19 | 19 | 4  | 7  | 8  | 19 | 29 | -10 |
|  | 17.  | San Martín (SJ)    | 17 | 19 | 4  | 5  | 10 | 21 | 27 | -6  |
|  | 18.  | Independiente      | 17 | 19 | 3  | 8  | 8  | 16 | 24 | -8  |
|  | 19.  | Tigre              | 13 | 19 | 1  | 10 | 8  | 16 | 27 | -11 |
|  | 20.  | Unión (SF)         | 7  | 19 | 0  | 7  | 12 | 16 | 32 | -16 |

### Classifica marcatori
Aggiornata al 9 dicembre 2012
| Gol | Rigori |  | Giocatore           | Squadra           |
| --- | ------ |  | ------------------- | ----------------- |
| 13  | 2      |  | Ignacio Scocco      | Newell's Old Boys |
| 13  | 1      |  | Facundo Ferreyra    | Vélez Sarsfield   |
| 10  |        |  | Emanuel Gigliotti   | Colón (SF)        |
| 7   |        |  | Martín Cauteruccio  | Quilmes           |
| 7   | 2      |  | Denis Stracqualursi | San Lorenzo       |
| 7   |        |  | Lucas Pratto        | Vélez Sarsfield   |
| 6   |        |  | Iván Borghello      | All Boys          |
| 6   | 1      |  | Santiago Silva      | Boca Juniors      |
| 6   | 1      |  | Duván Zapata        | Estudiantes (LP)  |
| 6   |        |  | Rodrigo Mora        | River Plate       |
| 6   |        |  | Humberto Osorio     | San Martín (SJ)   |

## Torneo Final
Il Torneo Final 2013 è iniziato il 10 febbraio e si è concluso il 23 giugno 2013 con la vittoria del Newell's Old Boys.

### Classifica finale
Aggiornata al 24 giugno 2013
|  | Pos. | Squadra            | Pt | G  | V  | N  | P  | GF | GS | DR  |
|  | ---- | ------------------ | -- | -- | -- | -- | -- | -- | -- | --- |
|  | 1.   | Newell's Old Boys  | 38 | 19 | 12 | 2  | 5  | 40 | 21 | +19 |
|  | 2.   | River Plate        | 35 | 19 | 10 | 5  | 4  | 28 | 22 | +6  |
|  | 3.   | Lanús              | 33 | 19 | 8  | 9  | 2  | 26 | 14 | +12 |
|  | 4.   | San Lorenzo        | 32 | 19 | 8  | 8  | 3  | 26 | 16 | +10 |
|  | 5.   | Quilmes            | 31 | 19 | 8  | 7  | 4  | 28 | 22 | +6  |
|  | 6.   | Racing Club        | 29 | 19 | 8  | 5  | 6  | 24 | 17 | +7  |
|  | 7.   | Godoy Cruz         | 29 | 19 | 7  | 8  | 4  | 23 | 16 | +7  |
|  | 8.   | Arsenal Sarandí    | 29 | 19 | 8  | 5  | 6  | 25 | 22 | +3  |
|  | 9.   | San Martín (SJ)    | 26 | 19 | 7  | 5  | 7  | 31 | 28 | +3  |
|  | 10.  | Belgrano           | 23 | 19 | 4  | 11 | 4  | 14 | 13 | +1  |
|  | 11.  | Atlético Rafaela   | 23 | 19 | 5  | 8  | 6  | 21 | 23 | -2  |
|  | 12.  | Independiente      | 22 | 19 | 5  | 7  | 7  | 16 | 17 | -1  |
|  | 13.  | Tigre              | 21 | 19 | 6  | 3  | 10 | 22 | 30 | -8  |
|  | 14.  | Vélez Sarsfield    | 20 | 19 | 4  | 8  | 7  | 18 | 20 | -2  |
|  | 15.  | Estudiantes (LP)   | 20 | 19 | 4  | 8  | 7  | 15 | 19 | -4  |
|  | 16.  | All Boys           | 20 | 19 | 5  | 5  | 9  | 15 | 24 | -9  |
|  | 17.  | Colón (SF)         | 20 | 19 | 5  | 5  | 9  | 20 | 30 | -10 |
|  | 18.  | Argentinos Juniors | 18 | 19 | 4  | 6  | 9  | 13 | 21 | -8  |
|  | 19.  | Boca Juniors       | 18 | 19 | 3  | 9  | 7  | 13 | 29 | -16 |
|  | 20.  | Unión (SF)         | 17 | 19 | 3  | 8  | 8  | 17 | 31 | -14 |

### Classifica marcatori
Aggiornata al 24 giugno 2013
| Gol | Rigori |  | Giocatore           | Squadra           |
| --- | ------ |  | ------------------- | ----------------- |
| 11  | 3      |  | Emanuel Gigliotti   | Colón (SF)        |
| 11  | 3      |  | Ignacio Scocco      | Newell's Old Boys |
| 9   | 1      |  | Silvio Romero       | Lanús             |
| 8   | 1      |  | Luciano Vietto      | Racing Club       |
| 7   | 2      |  | Duván Zapata        | Estudiantes (LP)  |
| 7   |        |  | Martín Cauteruccio  | Quilmes           |
| 7   | 1      |  | Ezequiel Rescaldani | Vélez Sarsfield   |

## Finale
La finale si è svolta in campo neutro e ha messo a confronto i campioni del Torneo Inicial coi campioni del Torneo Final.
| Arbitro: | Néstor Pitana |

|           |           |  |
| Pratto 8’ | Marcatori |  |

Per decisione dell'AFA la vincente della finale è considerata Campeón del Campeonato de Primera División 2012-2013, titolo equiparato a quelli assegnati dai tornei Inicial e Final, di conseguenza il Vélez ha ottenuto con la vittoria il suo decimo titolo nazionale. La vincente ha ottenuto anche il diritto di partecipare alla Coppa Sudamericana 2013, alla Supercopa Argentina 2013 e alla Coppa Libertadores 2014.

## Retrocessioni
Retrocedono in Primera B Nacional le tre squadre con la peggior media punti.
| #  | Squadra            | 2010–11 | 2011–12 | 2012–13 | Totale Punti | G   | Media Punti |
| -- | ------------------ | ------- | ------- | ------- | ------------ | --- | ----------- |
| 1  | Vélez Sarsfield    | 82      | 64      | 61      | 207          | 114 | 1.816       |
| 2  | River Plate        | 0       | 0       | 64      | 64           | 38  | 1.684       |
| 3  | Lanús              | 63      | 55      | 67      | 185          | 114 | 1.623       |
| 4  | Boca Juniors       | 53      | 76      | 51      | 180          | 114 | 1.579       |
| 5  | Arsenal Sarandí    | 57      | 62      | 60      | 179          | 114 | 1.57        |
| 6  | Belgrano           | 0       | 55      | 59      | 114          | 76  | 1.5         |
| 7  | Estudiantes (LP)   | 69      | 50      | 48      | 167          | 114 | 1.465       |
| 8  | Newell's Old Boys  | 42      | 48      | 74      | 164          | 114 | 1.439       |
| 9  | Racing Club        | 52      | 50      | 62      | 164          | 114 | 1.439       |
| 10 | Colón (SF)         | 47      | 60      | 46      | 153          | 114 | 1.342       |
| 11 | Godoy Cruz         | 63      | 38      | 49      | 150          | 114 | 1.316       |
| 12 | Quilmes            | 0       | 0       | 50      | 50           | 38  | 1.316       |
| 13 | San Lorenzo        | 47      | 44      | 58      | 149          | 114 | 1.307       |
| 14 | Tigre              | 50      | 63      | 34      | 147          | 114 | 1.289       |
| 15 | All Boys           | 51      | 54      | 41      | 146          | 114 | 1.281       |
| 16 | Argentinos Juniors | 54      | 49      | 37      | 140          | 114 | 1.228       |
| 17 | Atlético Rafaela   | 0       | 50      | 43      | 93           | 76  | 1.224       |
| 18 | San Martín (SJ)    | 0       | 48      | 43      | 91           | 76  | 1.197       |
| 19 | Independiente      | 43      | 47      | 39      | 129          | 114 | 1.132       |
| 20 | Unión (SF)         | 0       | 50      | 24      | 74           | 76  | 0.974       |

Aggiornato al 24 giugno 2013. Fonte: AFA

### Verdetti
- Unión (SF)  Independiente per la prima volta nella sua storia e  San Martín (SJ) retrocedono in Primera B Nacional 2013-2014.
- Rosario Central  Gimnasia (LP) e  Olimpo promosse in Primera Division 2013-2014.